# Mohammed Tchité
Mohammed 'Mémé' Tchité (nascut el 31 de gener de 1984 a Bujumbura) és un futbolista burundès que juga actualment al Standard de Lieja.